# Anchoïade

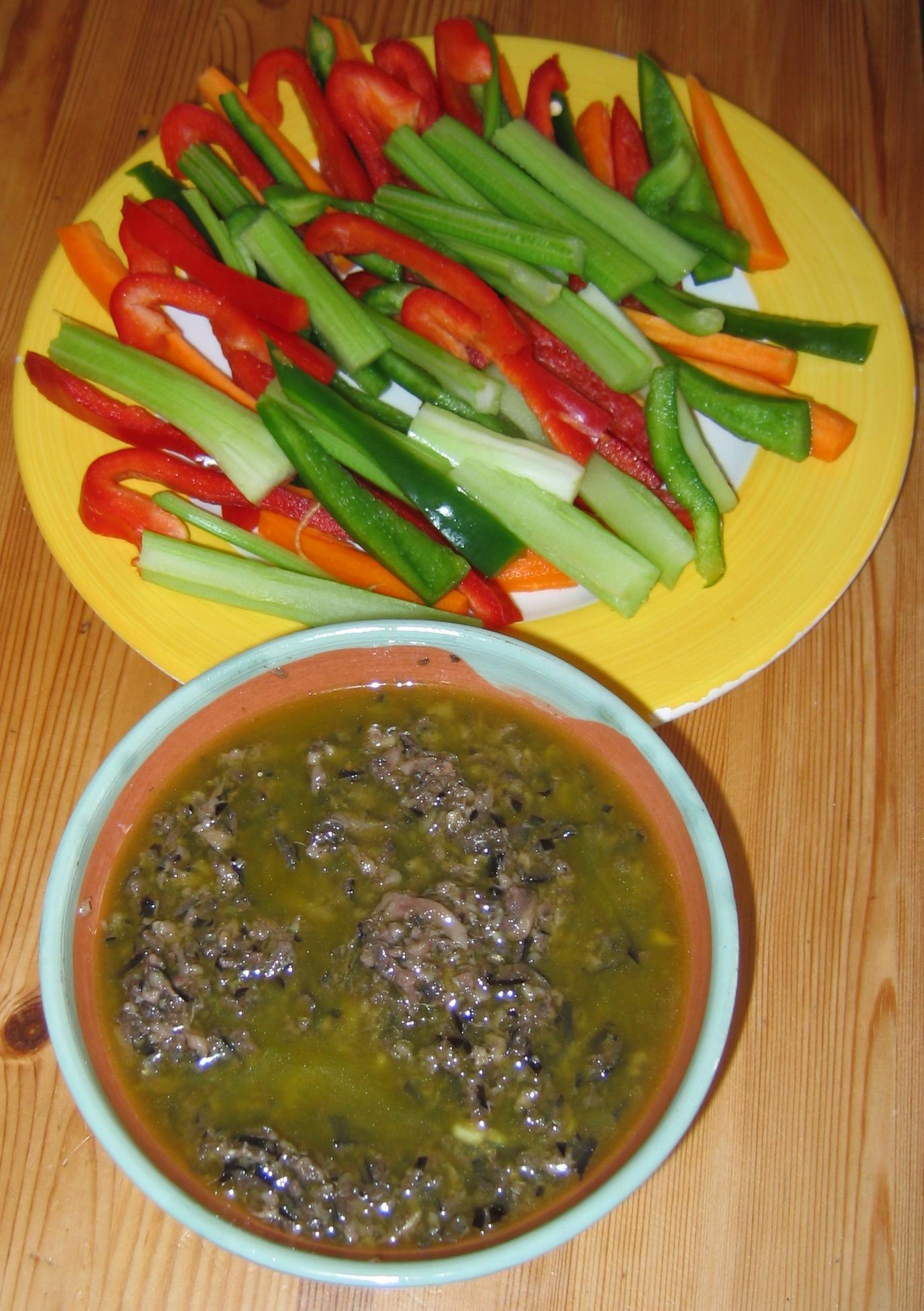

Anchoïade bezeichnet sowohl eine Sauce als auch ein Gericht der französischen Küche. Der Ursprung liegt in der Provence und speziell der Region um Nizza. 
Anchoïade besteht aus Anchovis, die zusammen mit Knoblauch fein zermörsert werden. Gelegentlich werden auch schwarze Oliven mit verarbeitet. Alternativ werden auch Kapern hinzugegeben. Die Sauce wird dann mit Olivenöl aufgeschlagen. Als Vorspeise wird Anchoïade heute meist mit rohem oder nur blanchiertem Gemüse serviert. Fischer bestrichen sich früher ihre Brotscheiben mit dieser Paste. Dies war dann der Hauptbestandteil ihres Essens.